# Survivor Series (2007)
Survivor Series (2007) — щорічне pay-per-view шоу «Survivor Series», що проводиться федерацією реслінгу WWE. Шоу відбулося 18 листопада 2007 року в Американ-Ерлайнс-арена у Маямі, Флорида (США) і стало першим Survivor Series, проведеним в Маямі. Це було 21 шоу в історії «Survivor Series». Сім матчів відбулися під час шоу.